# William Lister Lister

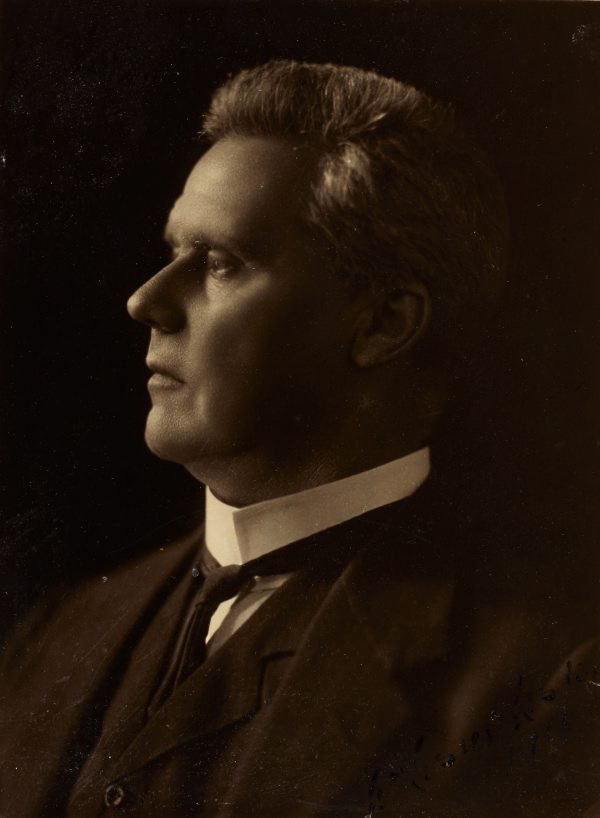
William Lister Lister, um 1912. Art Gallery of New South Wales Institutional archive

William Lister Lister (* 27. Dezember 1859 in Sydney; † 6. November 1943 in Sydney) war ein australischer Maler, der siebenmal den Wynne-Preis gewann.

## Leben
William Lister Lister wurde 1859 in Manly, Sydney, geboren wurde. Er war der Sohn von John Armitage Buttrey und Eliza Kirkby, geborene Bateson. 1868 zog die Familie nach Yorkshire, England, wo Lister die Bedford School besuchte und Kunst bei einem Mr. Rudge sowie später in Paris studierte. Seine frühe künstlerische Arbeit auf den Mooren Yorkshires prägte seinen Stil als Landschaftsmaler der Plein-Air-Schule. 1874 änderte sein Vater den Familiennamen per Urkunde zu Lister.

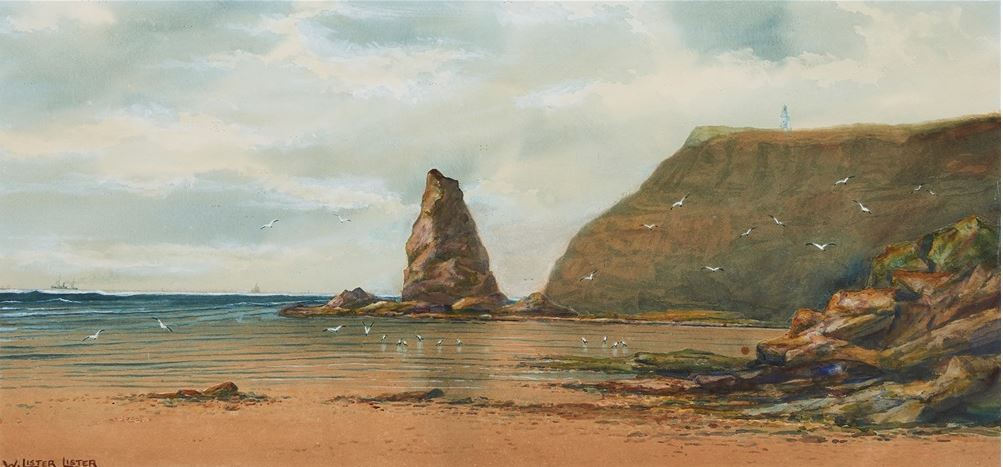
Cape Schenk, Mornington Peninsula.

Von 1876 bis 1880 studierte William Lister Lister Maschinenbau am College of Science and Arts in Glasgow und arbeitete anschließend als Schiffsingenieur. In dieser Zeit unternahm er Seereisen nach Amerika, in die Westindischen Inseln und ins Mittelmeer. Trotz seiner technischen Ausbildung verfolgte er seine Leidenschaft für die Kunst weiter und stellte 1876 im Alter von 17 Jahren an der Royal Scottish Academy aus.
1884 zog William Lister Lister nach London, wo er eine Karriere als Künstler und Lehrer begann. Er stellte regelmäßig bei verschiedenen angesehenen Kunstgesellschaften aus, darunter die Royal Society of British Artists, die Royal Cambrian Academy of Art und das Royal Institute of Oil Painters.

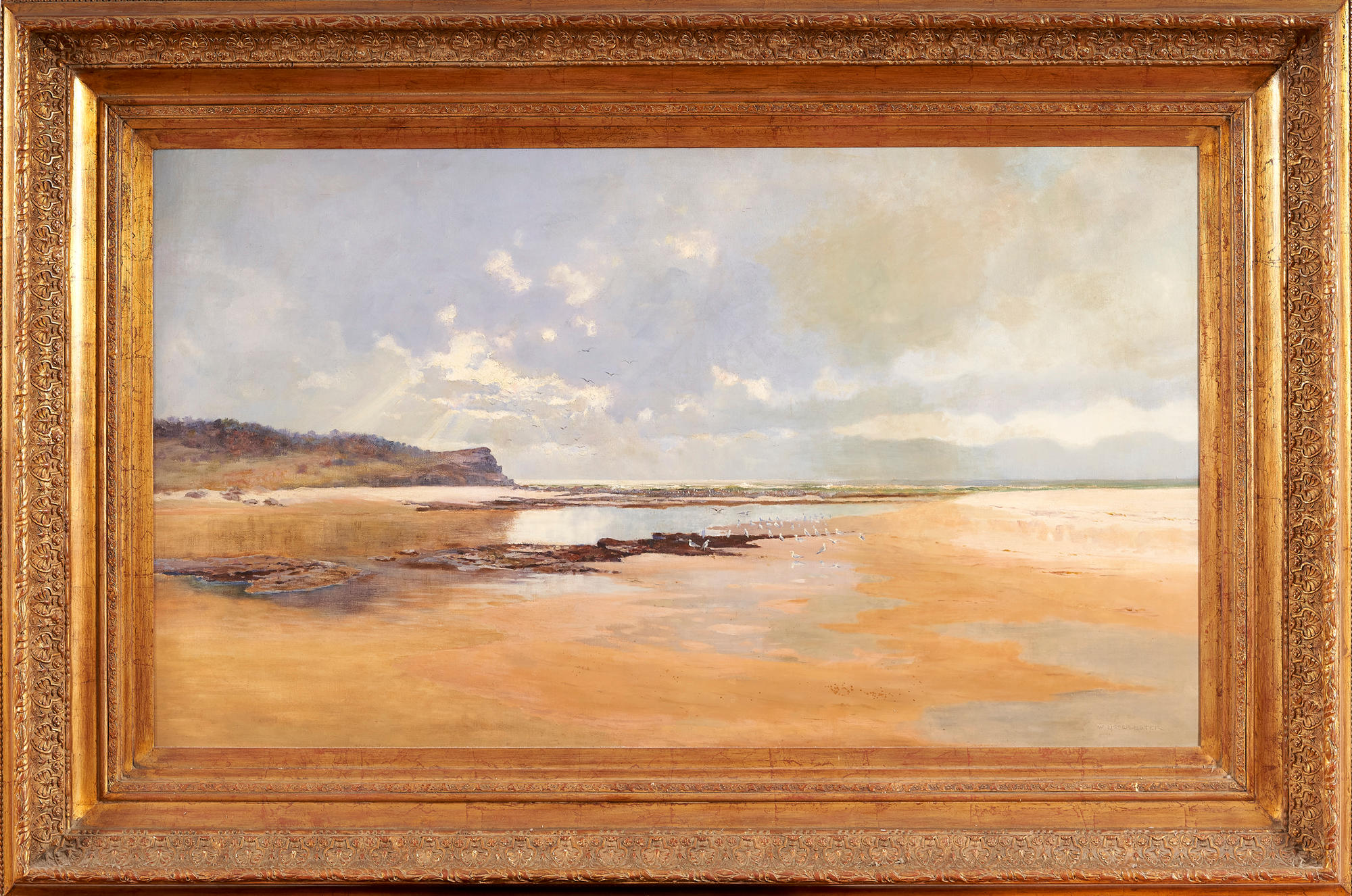
Strandszene, ca. 1892

1888 kehrte William Lister Lister nach Sydney zurück und trat der Royal Art Society of New South Wales bei, deren Präsident er von 1897 bis 1943 war. Unter seiner Leitung erlangte die Gesellschaft 1903 königlichen Status, spaltete sich jedoch 1907. 1900 wurde Lister als einziges professionelles Mitglied in das Board of Trustees der National Art Gallery of New South Wales berufen, deren Vizepräsident er von 1919 bis 1943 war. 1943 wurde er in den Vorstand der National Art Gallery of New South Wales berufen.
William Lister Lister erhielt mehrfach den renommierten Wynne-Preis für Landschaftsmalerei, zum ersten Mal 1898 für sein Werk The Ever Restless Sea (Art Gallery of New South Wales). William Lister Lister war auch international erfolgreich: 1898 wurden seine Werke in der Ausstellung Australischer Kunst in den Grafton Galleries in London gezeigt, wo einige seiner Bilder Höchstpreise erzielten.
Am 6. November 1943 kam William Lister Lister bei einem Verkehrsunfall in North Sydney ums Leben. Er hinterließ eine Tochter und Porträts von Albert Coates und Lawson Balfour in der Art Gallery of New South Wales.

## Werk
Lister Lister (wie er seine Gemälde signierte) war ein anerkannter Künstler, der sowohl in Öl als auch in Aquarell, oft auf sehr großen Leinwänden, arbeitete und so die Kleinheit der Natur wirkungsvoll widerspiegelte. Seine Zeitgenossen beklagten jedoch den Mangel an Emotionen in seinem Werk, und moderne Kritiker neigen dazu, ihnen zuzustimmen. Ein großer Teil seiner gewaltigen Gemälde ist Meeres- und Landlandschaften gewidmet.

## Gewinner des Wynne-Preises
- 1898 – The Ever Restless Sea
- 1906 – The Golden Splendour of the Bush
- 1910 – Mid Song of Birds and Insects Murmuring
- 1912 – Sydney Harbour
- 1913 – Federal Capital Site
- 1917 – Windswept Marshes
- 1925 – Track through the Bush

## Ausstellungen
- Royal Cambrian Academy of Art, Wales
- Royal Institute of Oil Painters
- Royal Empire of Artists
- von 1889 stellte  er regelmäßig in der Königlichen Gesellschaft für Kunst und Galerie Anthony Hordern & Sons Ltd’s in Sydney aus

## Auszeichnungen
- Commonwealth-Regierung Preis für Malerei der Federal Capital site